# Hell-Volhard-Zelinsky-halogenering
De Hell-Volhard-Zelinsky-halogenering is een halogeneringsreactie van een carbonzuur aan het α-koolstofatoom.
Deze reactie kreeg de naam van drie scheikundigen, namelijk de Duitsers Carl Magnus von Hell (1849-1926) en Jacob Volhard (1834-1910), en de Rus Nikolay Zelinsky (1861-1953).

## Schema
In tegenstelling tot andere halogeneringsreacties, gaat deze reactie door zonder een halogeenverbinding. Het halogeen wordt in zuivere vorm toegevoegd. Om deze reactie te starten voegt men als katalysator een hoeveelheid fosfortribromide (PBr3) toe. Vervolgens voegt men nog een equivalente hoeveelheid dibroom toe.
De reactie van het carbonzuur met fosfortribromide vervangt de hydroxylgroep met broom, zodat men een zuurhalogenide, meer bepaald een acylbromide, krijgt. Het acylbromide kan door tautomerisatie een enol vormen, dat met het dibroom reageert, zodat een tweede halogeneren (ook wel "chloreren" of "bromeren") plaatsgrijpt, nu op een α-plaats.
In een neutraal tot lichtjes zuur waterig milieu krijgt men een spontane hydrolyse van het α-broomacylbromide, een voorbeeld van nucleofiele acylsubstitutie, waarbij water het nucleofiel is en het broom aan de carbonylgroep vervangt. Bij lage aanwezigheid van water in de oplossing levert de reactie van de α-broomacylbromide met het oorspronkelijke carbonzuur een het α-broomcarbonzuur (het eindproduct) en een nieuw acylbromide, waardoor de reactie in feite zichzelf in stand kan houden, en geen water moet worden toegevoegd. In de praktijk wordt toch een extra hoeveelheid fosfortribromide toegevoegd om de reactie te versnellen.
Het uitwisselingsmechanisme tussen een acylbromide en het carbonzuur is hieronder te zien. Het α-broomacylbromide heeft een sterk elektrofiel carbonylkoolstofatoom doordat de twee broomatomen elektronen wegzuigen. Het carbonzuur kan dan optreden als een nucleofiel en het acylbromide subsitueren.